# Klaus Thüsing
Klaus Thüsing (* 22. Februar 1940 in Grevenstein) ist Politiker und Sozialwissenschaftler und gehörte als Abgeordneter der SPD von 1977 bis 1983 dem Deutschen Bundestag an.

## Biografie
Klaus Thüsing ist Sohn einer Lehrerfamilie, sein Vater war antisemitisch geprägt. Im Kindergartenalter waren zwei russische Zwangsarbeiterinnen als Kindermädchen zentrale Bezugspersonen für Thüsing, der ab dem Jahr 1944 zunächst eine Zwergschule besuchte, bevor er mit seiner Familie 1948 von Grevenstein nach Balve zog. In der Jugend war Thüsing aktiv bei den St.-Georgs-Pfadfindern, später trat er der Jungen Union bei. Nach dem Abitur verpflichtete er sich zur Bundeswehr, wo er zum Offizier ausgebildet wurde. Danach begann er ein Studium an der Pädagogischen Hochschule Paderborn, wo er die Ortsgruppe des RCDS gründete. Im Jahr 1964 legte in Paderborn sein Lehrerexamen ab. Danach studierte bis 1969 in Erlangen und Konstanz Sozialwissenschaften, Geschichte und Politik u. a. bei Ralf Dahrendorf und Wolf-Dieter Narr; das Studienjahr 1967/68 verbrachte er in Israel. Während seines Studiums engagierte sich Thüsing in den Deutsch-Israelischen Studiengruppen. Im Jahr 1969 trat er zunächst in die CDU und 1971 in die SPD ein. Zu seinen Schwerpunkten gehört die Friedens- und Entwicklungspolitik. Aufsehen erregte er, als er als einer von vier Bundestagsabgeordneten mit Karl-Heinz Hansen, Manfred Coppik und Dieter Lattmann gegen das Kontaktsperregesetz stimmte. Auch den NATO-Doppelbeschluss kritisierte er mit Coppik und Hansen. Während dieser jedoch aus der SPD ausgeschlossen wurde und jener austrat, blieb Thüsing in der Partei. Als Beauftragter des Deutschen Entwicklungsdienstes war er bis zum Jahr 2003 in Kenia, Ghana, Botswana und Südafrika tätig.